# Broletto (Brescia)
Il palazzo Broletto, sede medioevale delle signorie regnanti sulla città, è un complesso di edifici storici di Brescia che ospitano le sedi dell'amministrazione provinciale, della prefettura di Brescia e di alcuni uffici del Comune di Brescia. Situato tra piazza Paolo VI e le vie Querini, Mazzini e dei Musei, il complesso comprende la Torre del Pegol, il Palazzo Novum Maius, il Palazzo Novum Minus, gli Uffici Magistrature Venete (attuale emeroteca scientifica), la Porta Orientale, il Loggiato Da Lezze, il Portico Malatestiano, la Chiesa di Sant’Agostino e la Porta Occidentale.
L'origine del nome deriva dal fatto che il terreno su cui ora è edificato il palazzo era originariamente un orto-giardino, detto "brolo", da cui poi la dicitura "Broletto".

## Storia

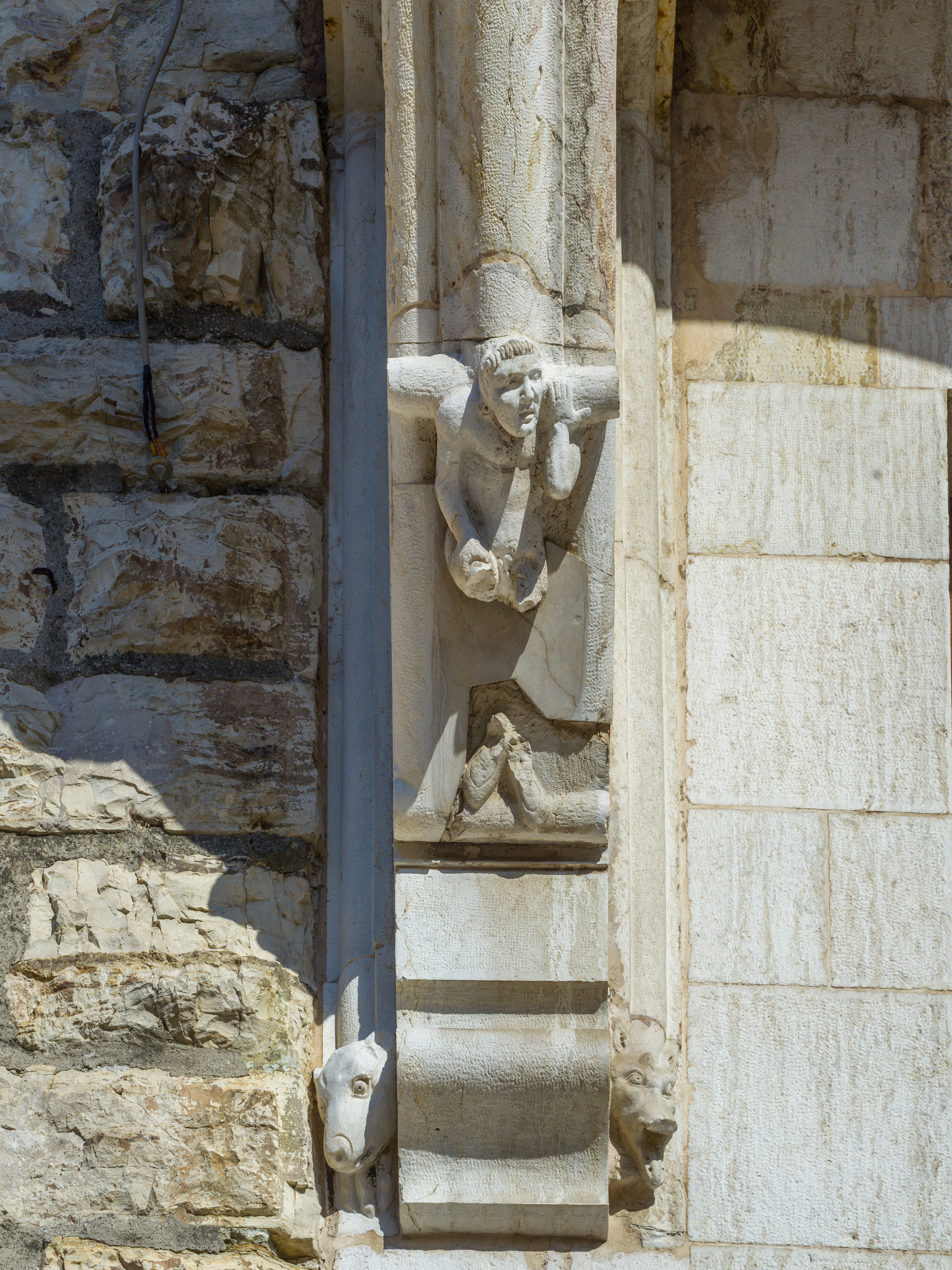
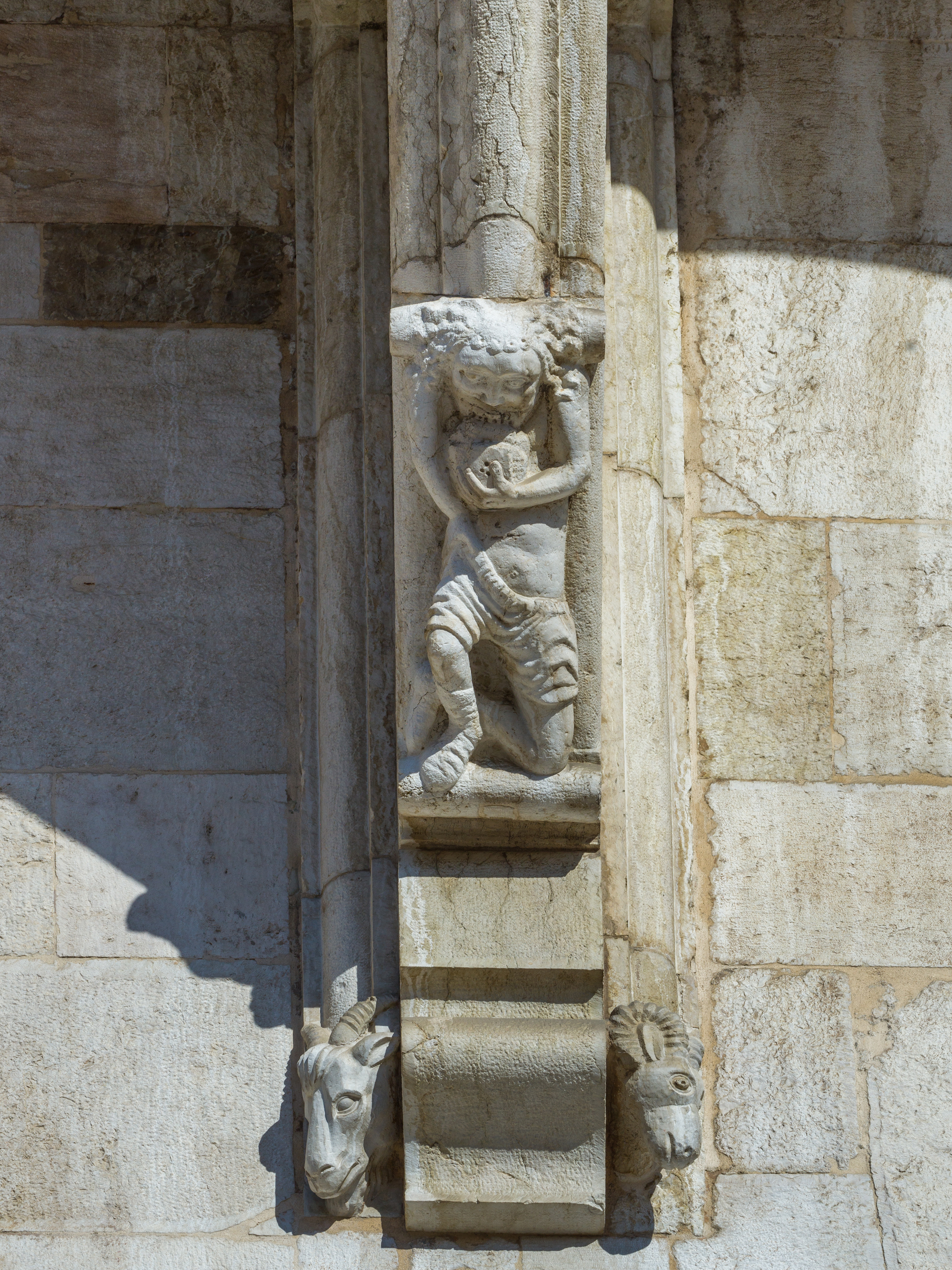
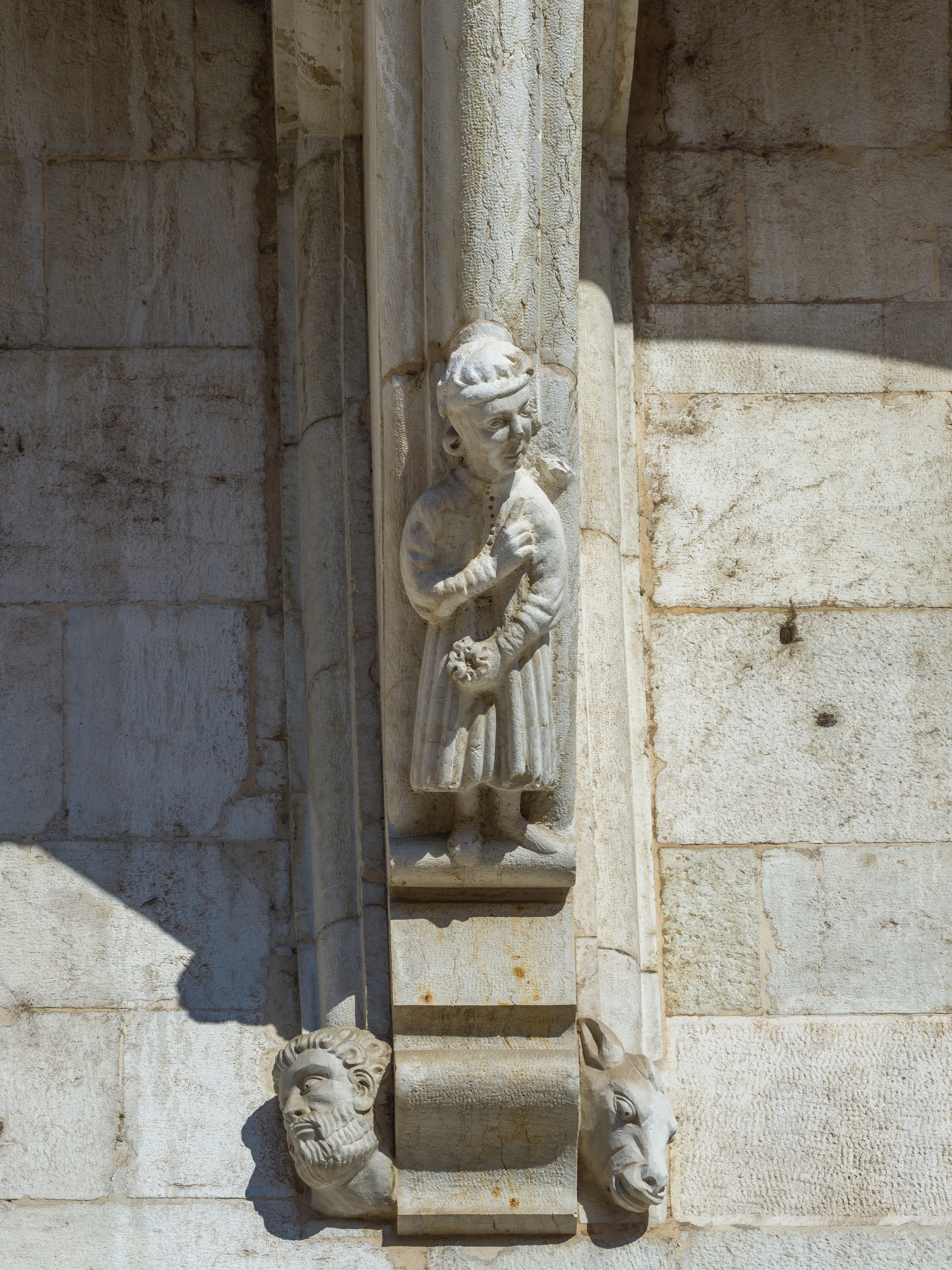
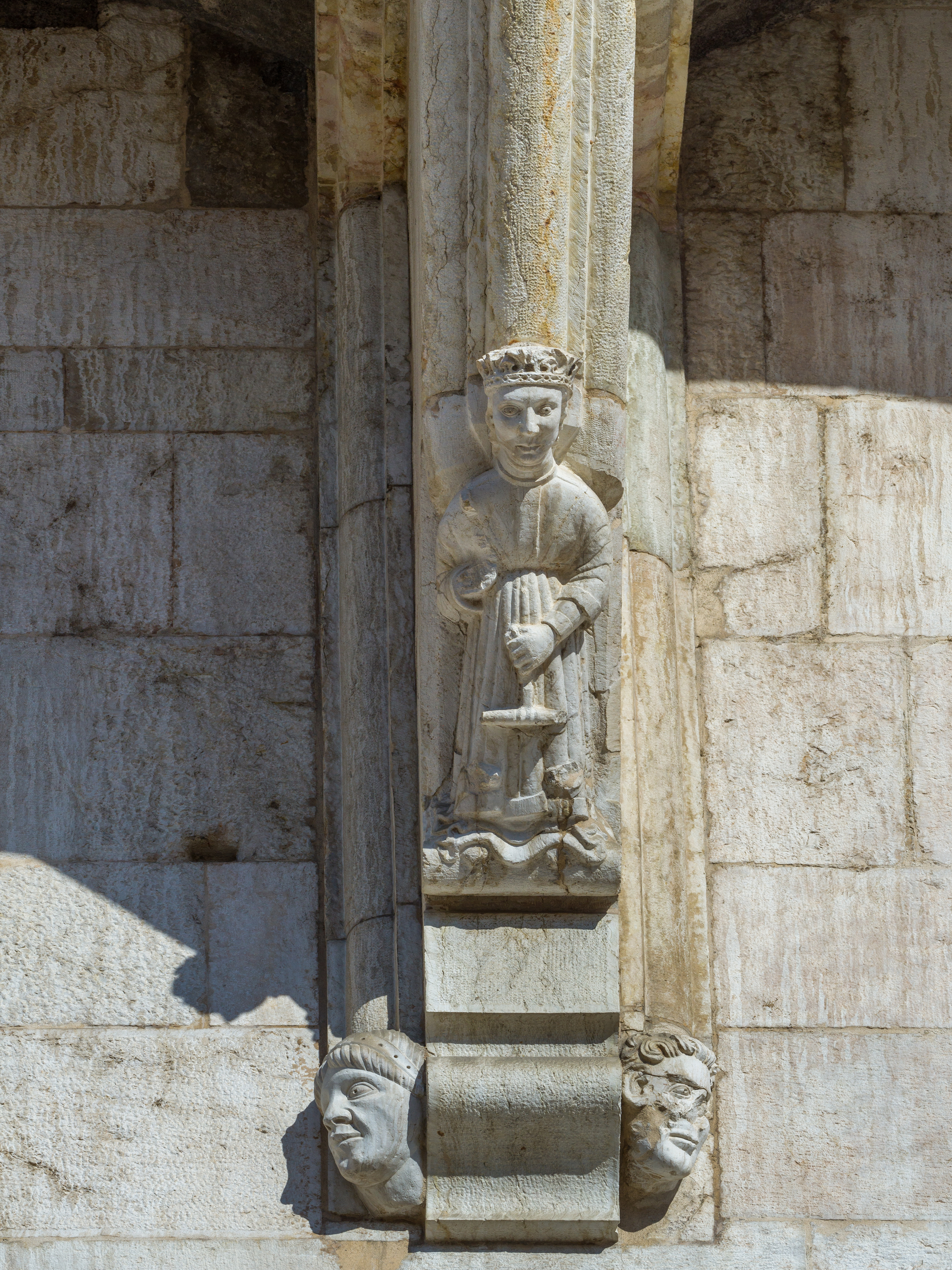
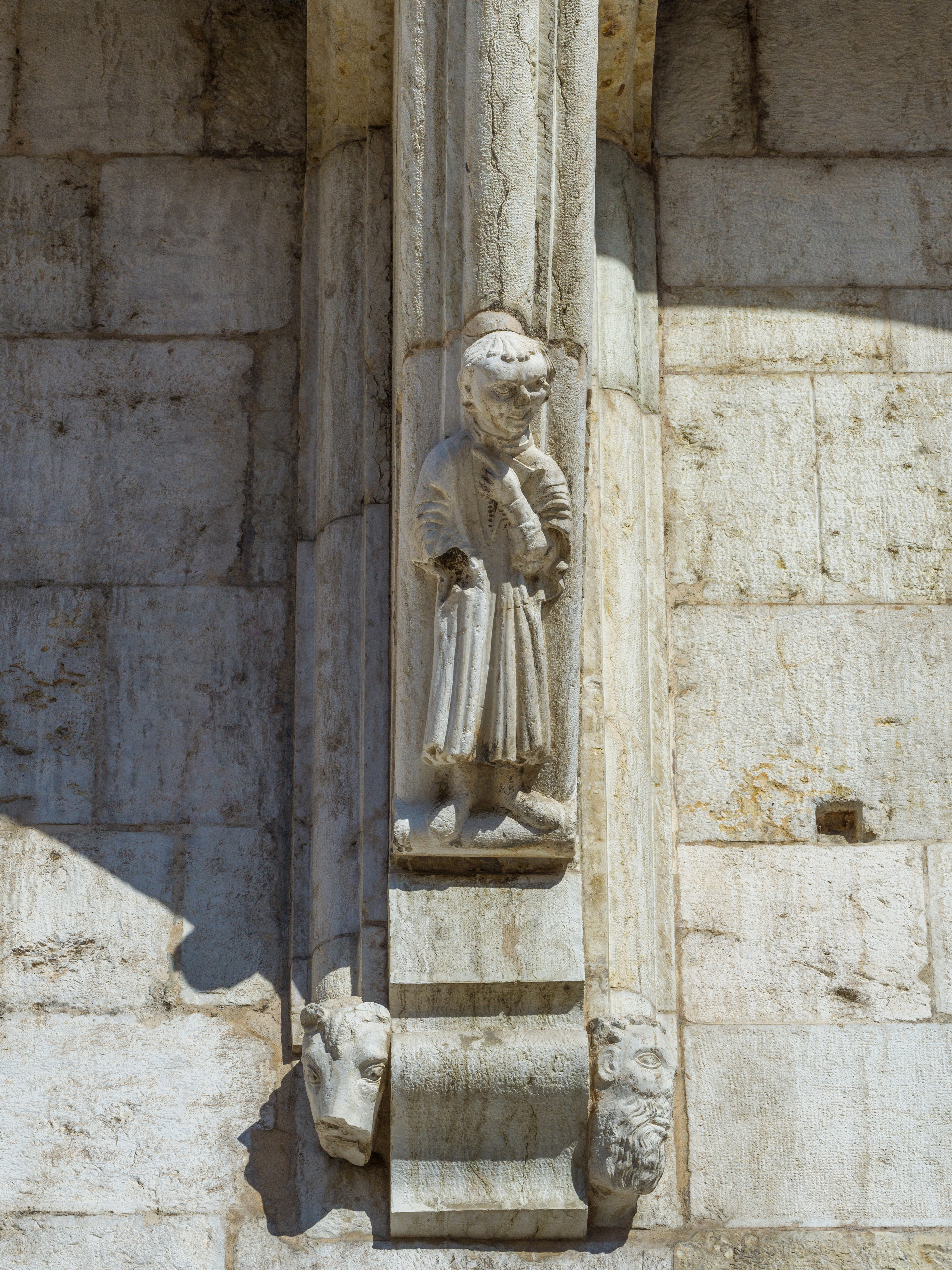
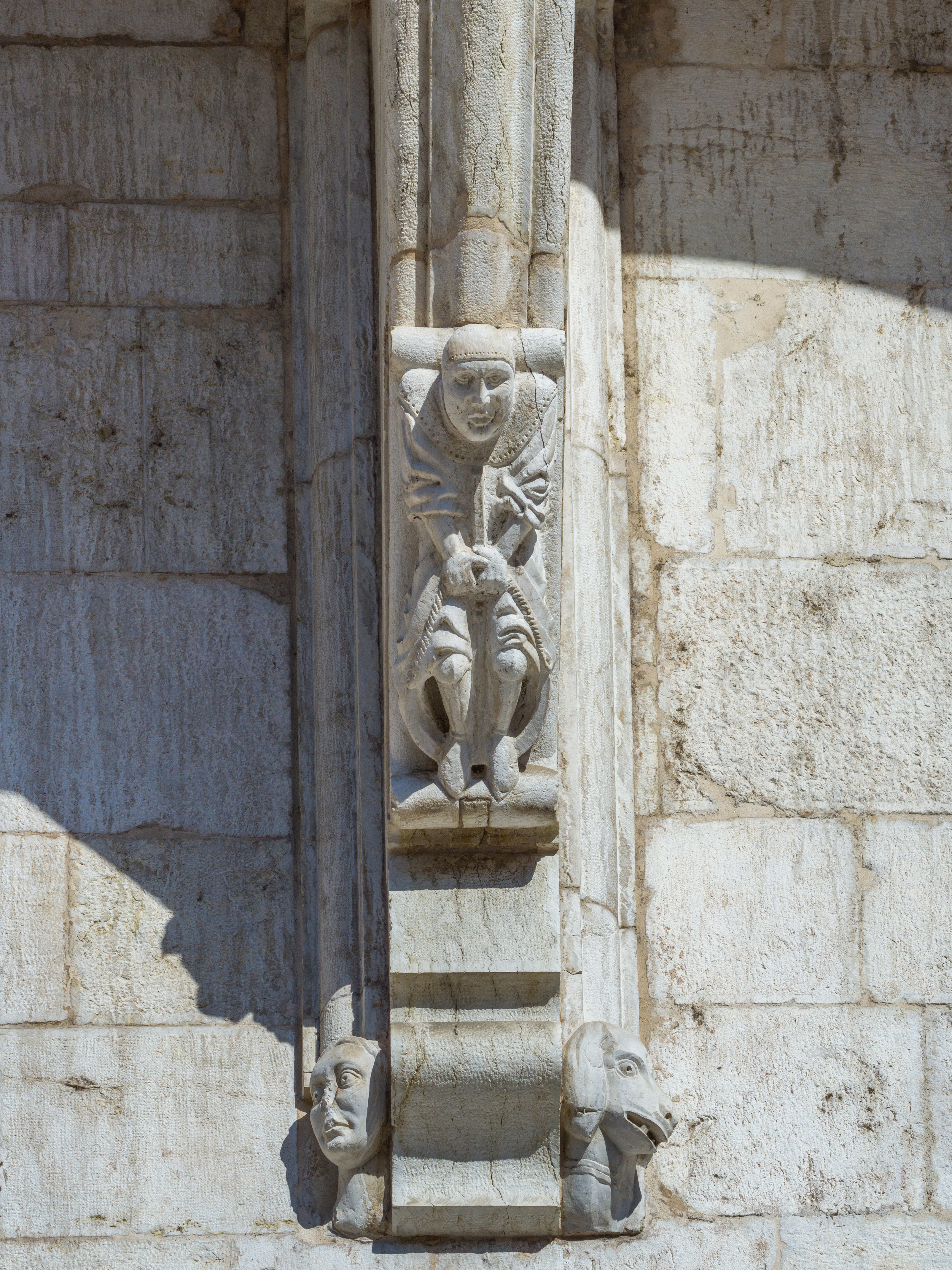
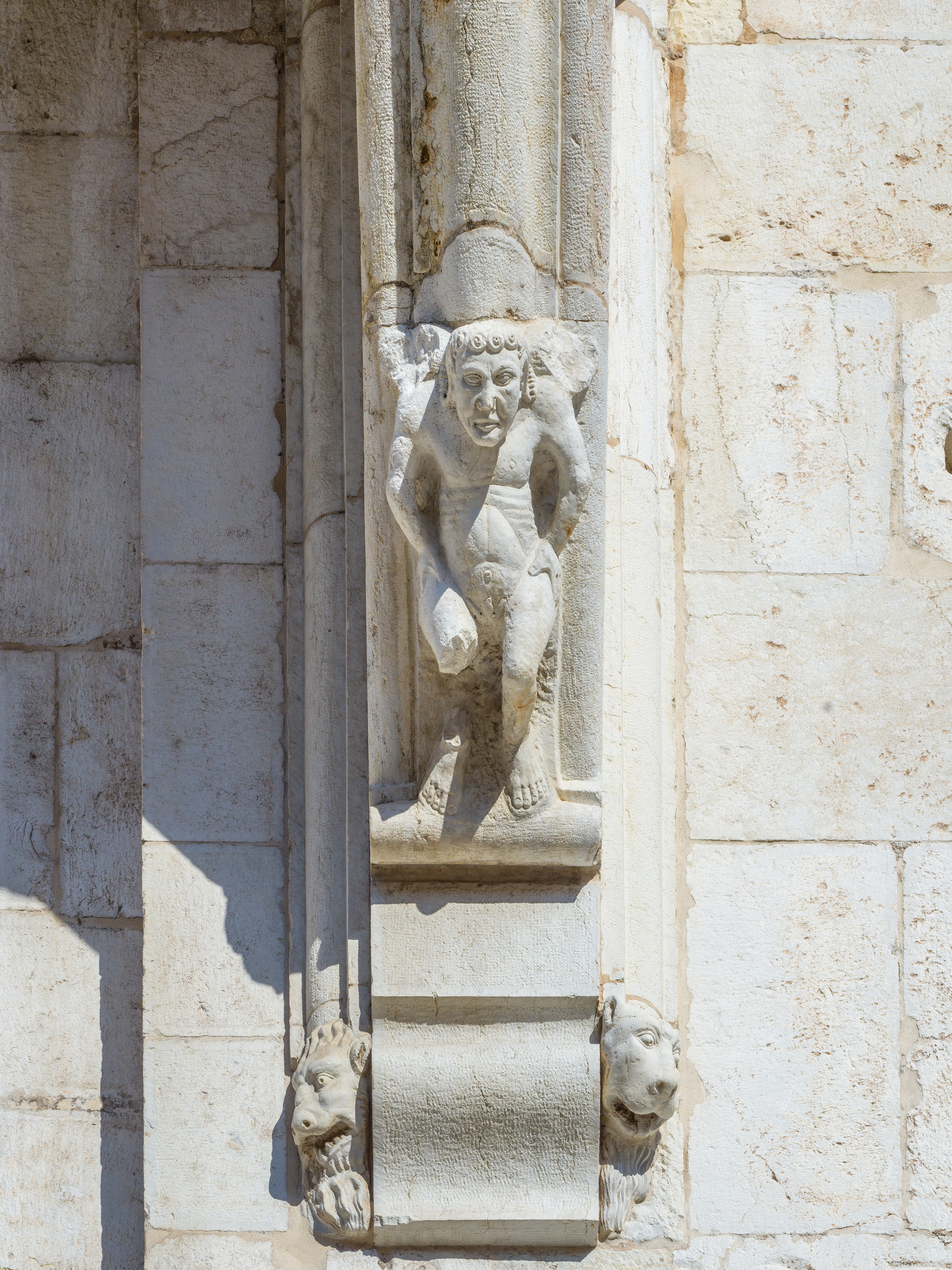

Il complesso di edifici che compongono il palazzo si articola su due corti, una vasta e l'altra un poco più piccola, più recente. Il tutto è il risultato di successive stratificazioni architettoniche. Le prime informazioni di un insediamento di tipo direzionale e amministrativo nella zona risalgono al 1187-89, quando i "liberi homines" del comune, gli amministratori della città prima dell'avvento delle signorie, stabiliscono la costruzione di un palazzo in legno affiancato da un'alta torre in pietra, la torre del Popolo o del Pegol, vicino alla cattedrale di San Pietro de Dom (oggi sostituita dal duomo nuovo).
Fra il 1223 e il 1227 il palazzo viene riedificato in pietra e di dimensioni maggiori, incorporando alcuni edifici quali la torre Poncarali, la cui base bugnata è ancora oggi visibile sull'attuale via Querini. Si tratta del "Palatium Novum Maius", sede del podestà e del consiglio generale: è oggi l'ala sud del complesso, con facciata rivolta a ovest, sulla piazza. Rivolta alla piazza è anche l'originaria loggia delle Grida, costruita in questo periodo. Il grande salone del Consiglio era decorato, come consuetudine, da vari affreschi oggi parzialmente conservati nel sottotetto. Tali affreschi, databili alla metà del XIII secolo, raffigurano scene di vita cittadina che si estendono per una lunghezza complessiva di 52 m, costituendo così il più lungo ciclo affrescato a tema non religioso presente nel territorio italiano. Il lato ovest, sulla piazza, viene negli anni seguenti completato con una nuova ala, il "Palatium Novum Minus", con portico gotico ad archi acuti, mentre il lato nord viene chiuso con una muraglia.
Tra il 1295 e il 1298 Berardo Maggi, vescovo di Brescia e primo signore della città, fa elevare l'ala ovest lungo la piazza per ricavare un nuovo salone e amplia l'intero complesso a nord, fino all'attuale via Musei, demolendo il monastero dei Santi Cosma e Damiano e la chiesa di Sant'Agostino, poi ricostruita nel Quattrocento con facciata goticheggiante. Durante la dominazione viscontea del Trecento si hanno ulteriori rimaneggiamenti, mentre nel Quattrocento Pandolfo III Malatesta fa erigere il portico con volte a crociera, oggi nella corte nord. Nel 1414 Gentile da Fabriano è chiamato per decorare la cappella palatina di San Giorgio: la sua opera fu purtroppo cancellata nel XVII secolo, ma alcuni significativi lacerti furono ritrovati negli anni '80 del '900 in un sottotetto.
Durante l'età veneta, nel Cinquecento, il Palatium Novum Maius viene diviso su più piani per creare nuovi locali adatti ad ospitare le magistrature e viene realizzato lo scalone nel lato est. Nel 1626 il Podestà Andrea Da Lezze divide il piazzale centrale in due con l'inserimento di un portico trasversale a sette arcate sormontato da una loggia. Le decorazioni della corte interna tra cui i mascheroni vengono affidati all'architetto veneto Baldassarre Longhena. Al XVIII secolo risale la fontana collocata in mezzo alla corte interna. È invece del 1803 la scala elicoidale in gusto neoclassico sotto l'androne del portico nord, opera di Leopoldo Pollack.
La loggia delle Grida, demolita nel 1797 da alcuni rivoluzionari Giacobini che la ritenevano un simbolo del potere, venne fedelmente ricostruita nel restauro della facciata del 1889 (terminato nel 1894) e vi furono ricollocate le originali mensole con le sette statue romaniche restaurate. Durante questo restauro di fine Ottocento furono riaperte anche alcune trifore parzialmente chiuse nei secoli.
Dopo la seconda guerra mondiale, vennero ricostruite altrettanto fedelmente alcune porzioni settentrionali e orientali del complesso danneggiate da bombardamenti.
Mensole romaniche della loggia delle Grida

## Galleria d'immagini

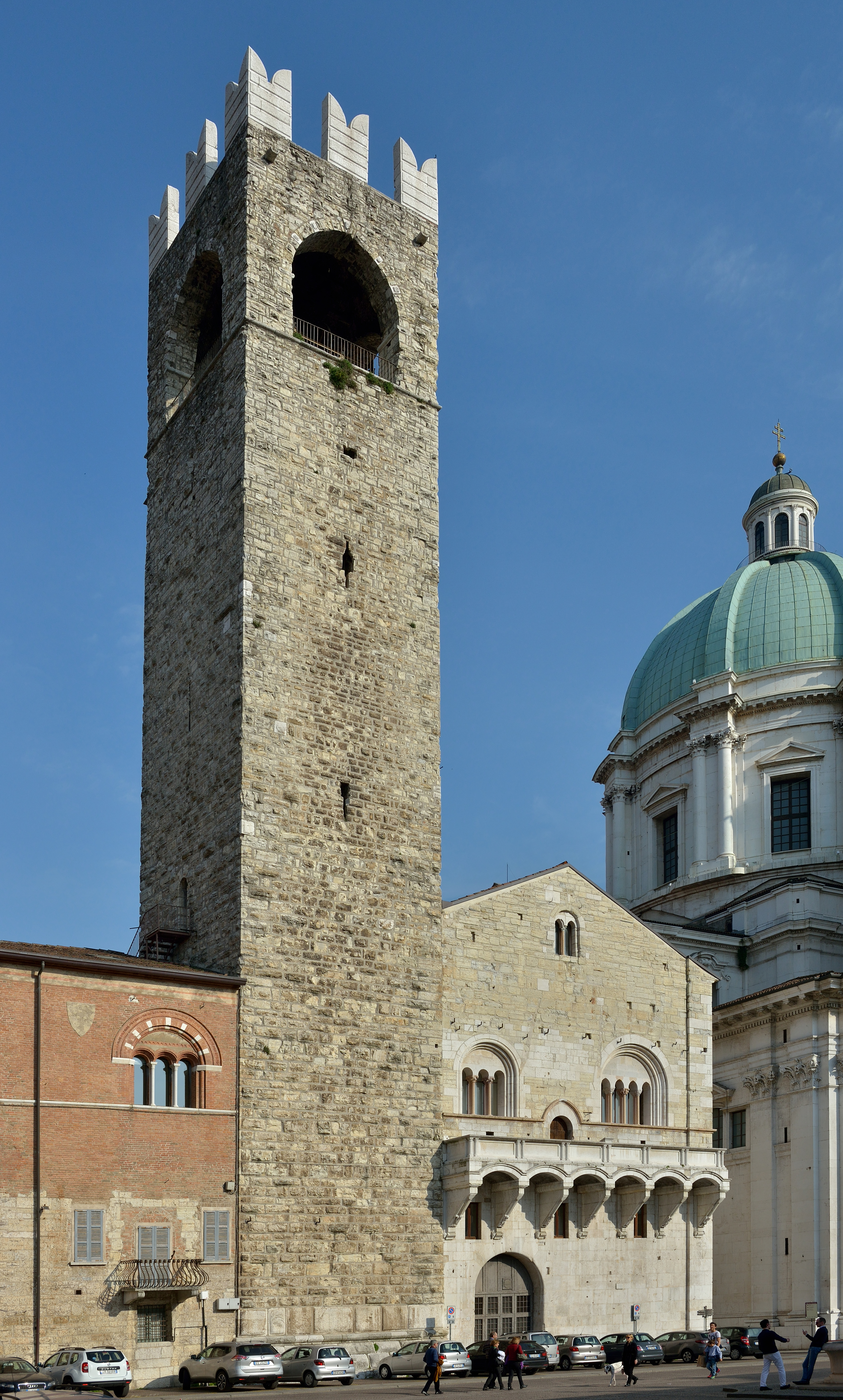
In prima vista la torre del Pegol, con la loggia delle grida e lo stesso Broletto sulla sinistra
Un dettaglio della corte interna e della torre del Pegol
Facciata principale da piazza Paolo VI
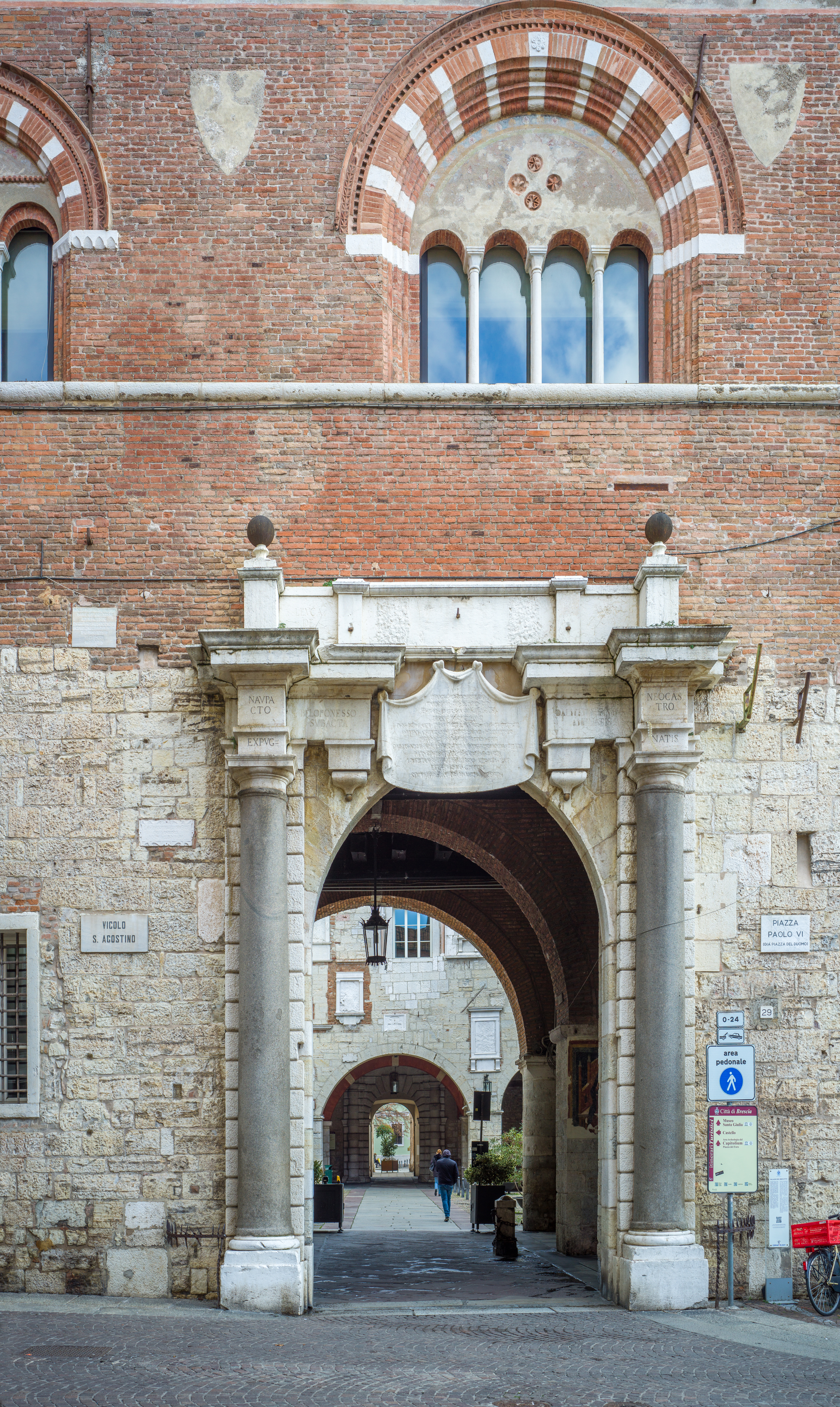
Il portale sulla piazza
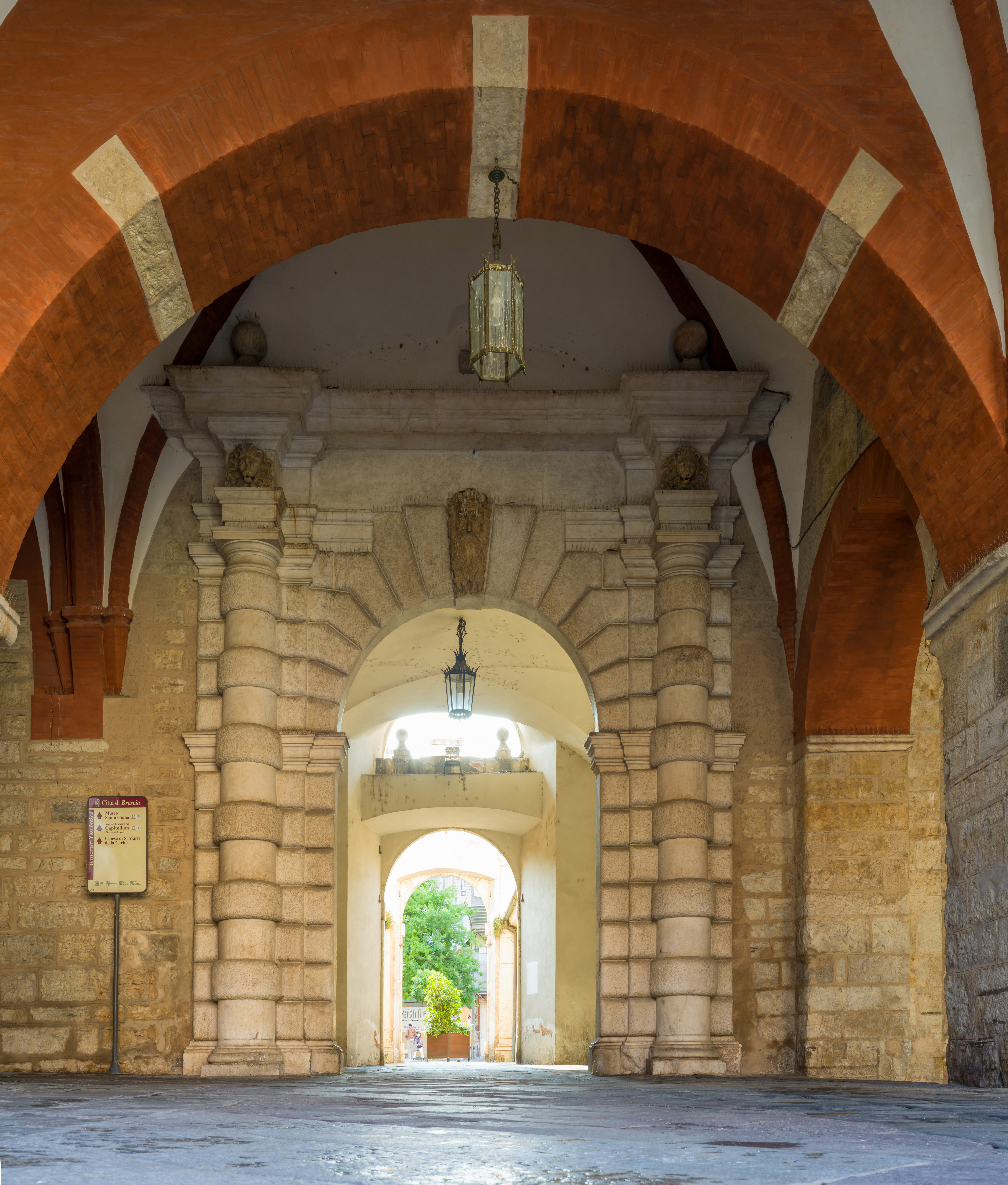
La porta Veneta del Broletto, vista dal porticato interno d'epoca gotica
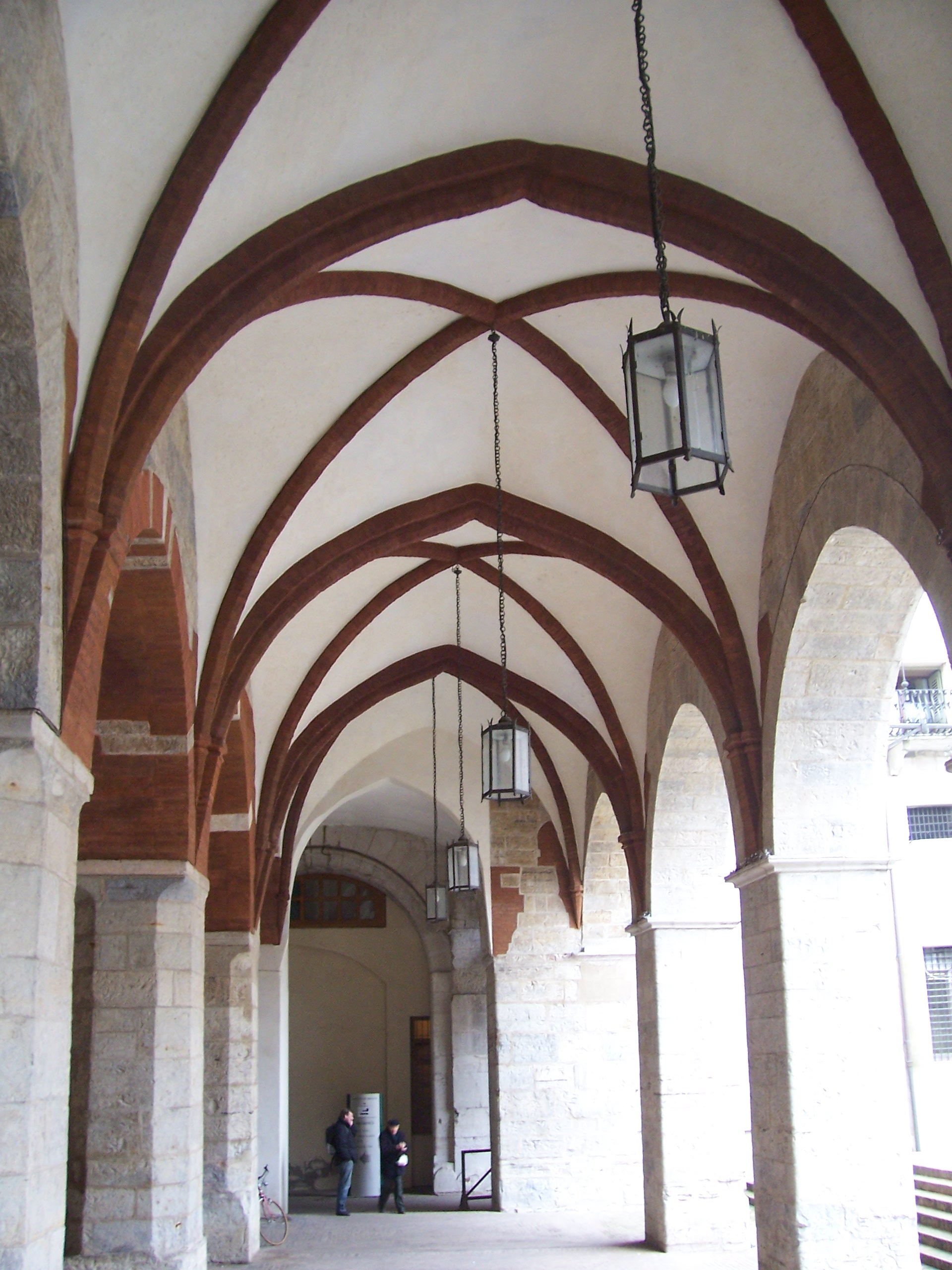
Il portico gotico dell'ala est
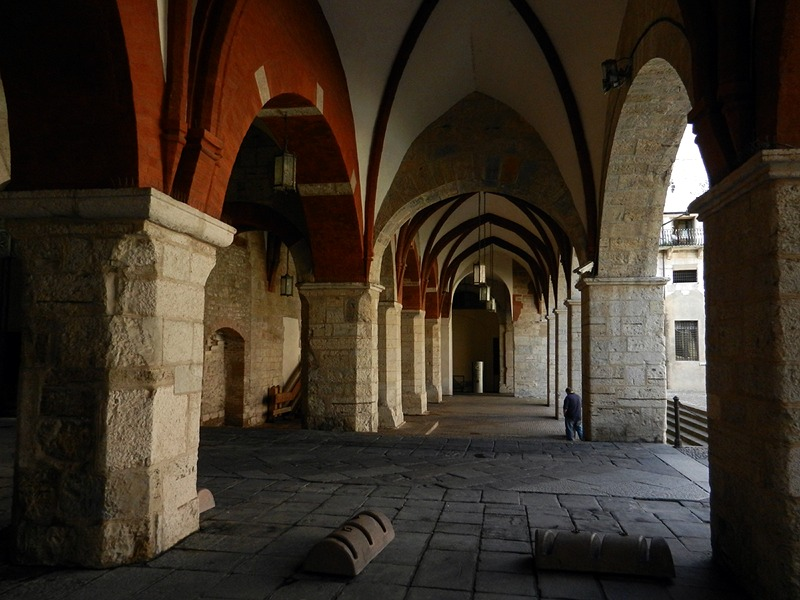
Il cortile interno del palazzo; evidente, comparando le ali, è la stratificazione di interventi edilizi in varie epoche
Una veduta del Broletto e della cupola del Duomo nuovo
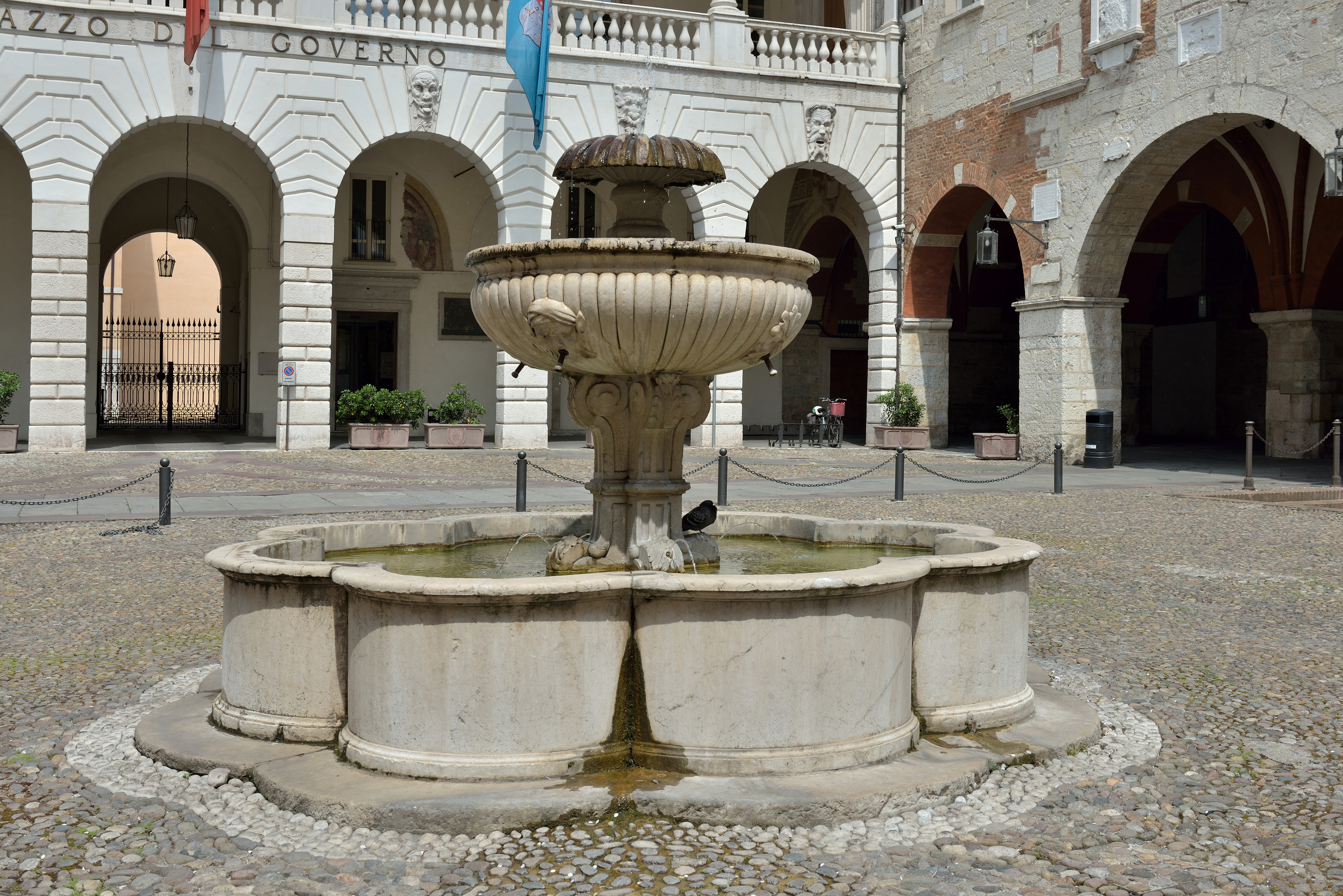
La fontana nel cortile
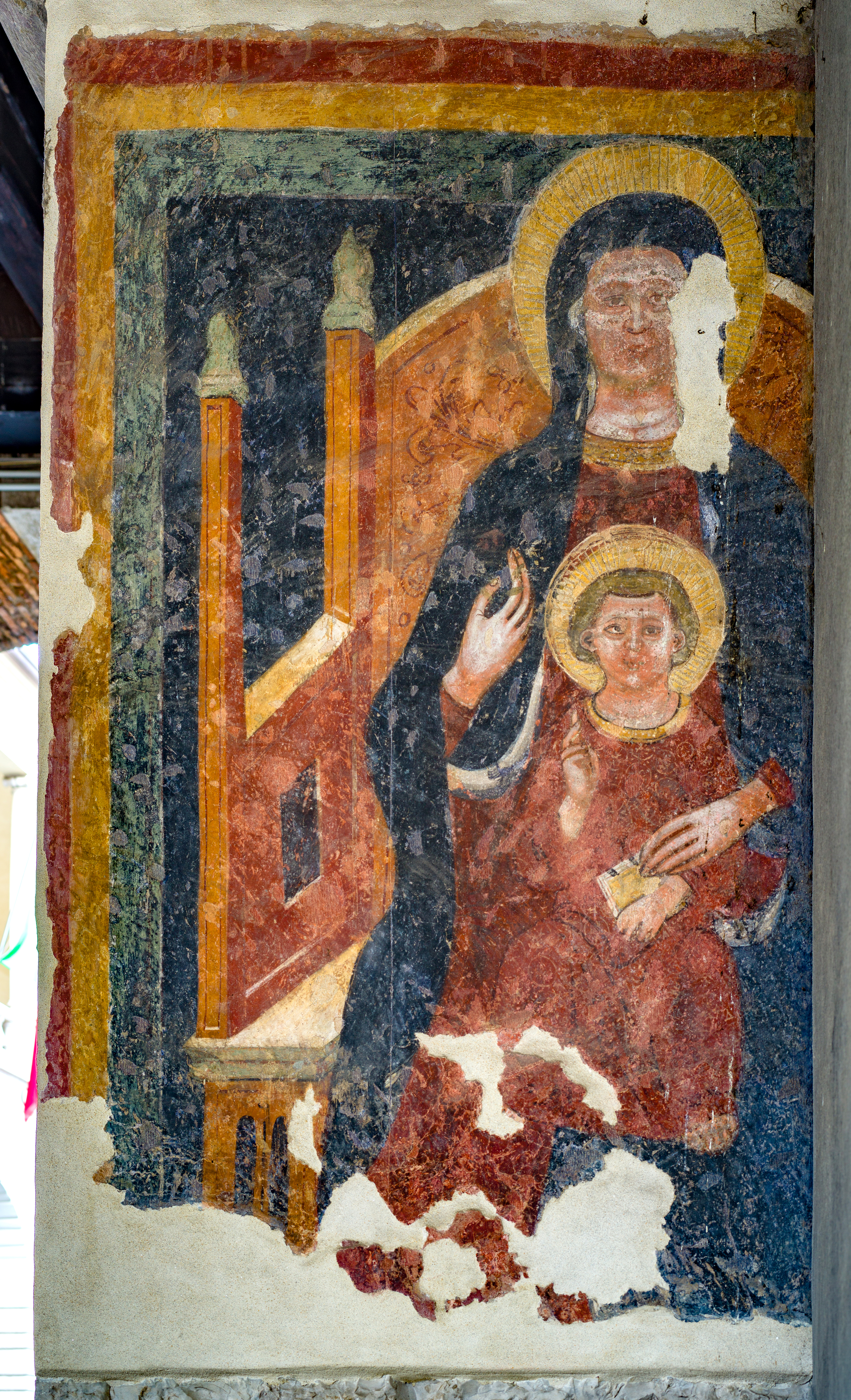
Affresco giottesco di Madonna con Bambino nel porticato Ovest
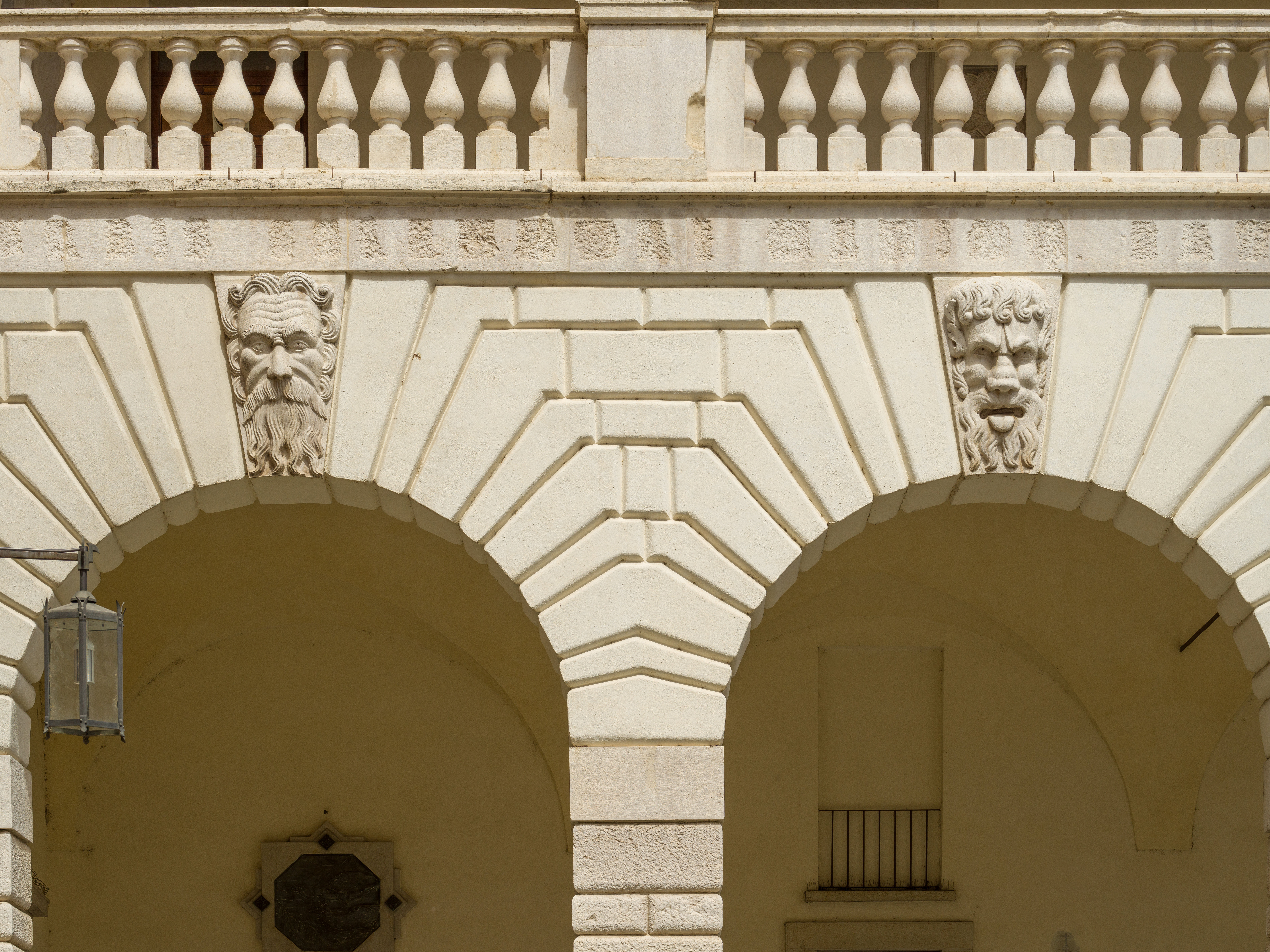
Dettaglio dei mascheroni posti nell'ala seicentesca del palazzo
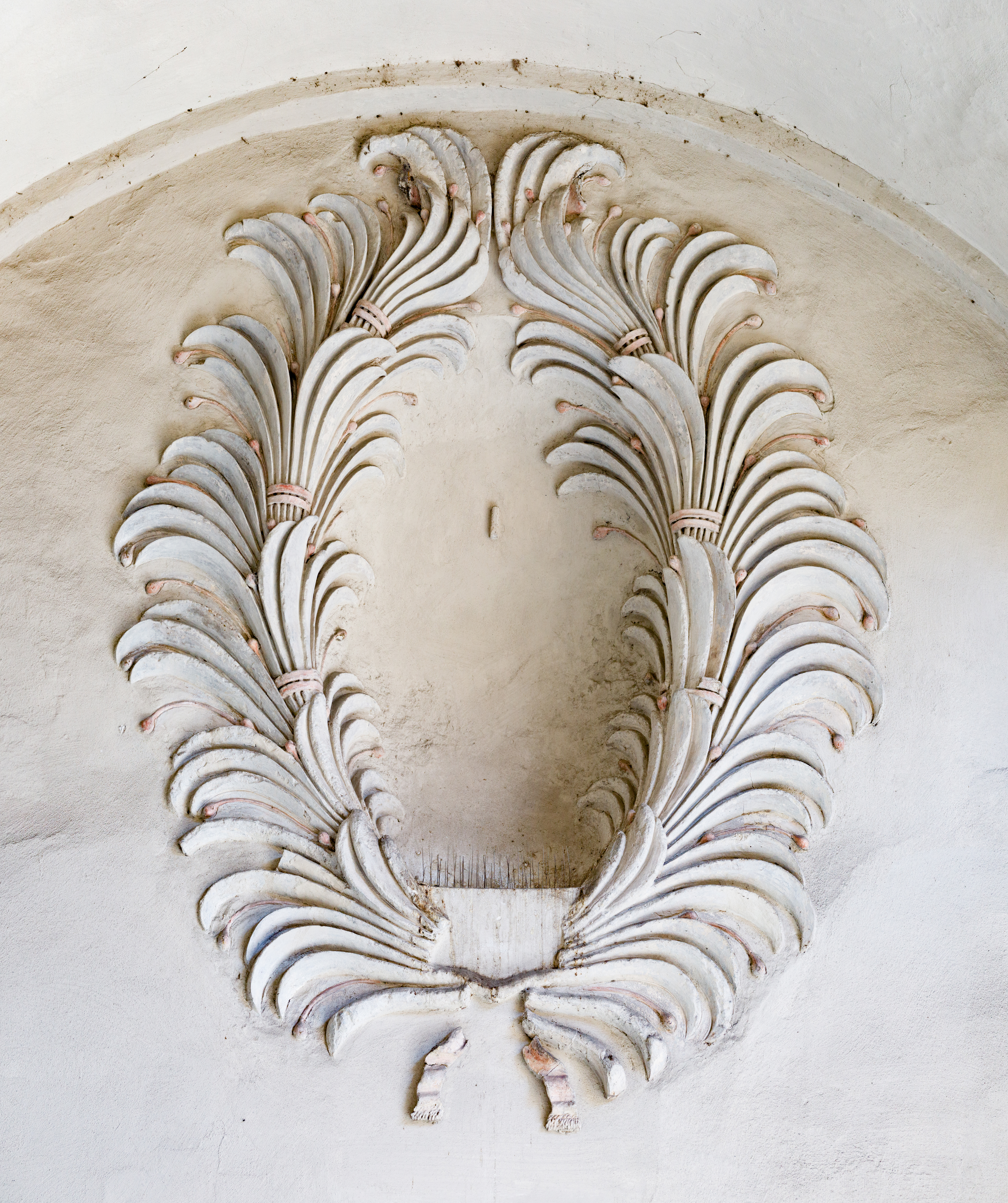
Nicchia con cornice a rilievo nel portico est